# Presbitério Evangélico
O Presbitério Evangélico - em inglês Evangel Presbytery - é uma denominação presbiteriana, formada em 2019, por igrejas que se separam da Igreja Presbiteriana na América (IPA), por defenderem a liberdade individual das igrejas quanto a doutrina do batismo, permitindo assim a adesão de igrejas pedobatistas e credobatistas.  

## História
Em 2019, um grupo de igrejas, outrora vinculadas à Igreja Presbiteriana na América (IPA), juntamente com outras igrejas batistas reformadas, formaram um Presbitério Evangélico, sob liderança do pastor Tim Bayly. A principal causa da formação da denominação foi a defesa da liberdade individual de suas igrejas quanto a doutrina do batismo. Sendo assim, aderiram ao Presbitério tanto igrejas pedobatistas quanto credobatistas.
Após a sua formação, a denominação continuou crescendo e plantando novas igrejas. Em 2022 era formada por 10 igrejas e congregações.

## Doutrina
A denominação subscreve o Credo dos Apóstolos,  Credo Niceno-Constantinopolitano, a Confissão de Fé de Westminster, Catecismo Maior de Westminster e Breve Catecismo de Westminster. Contudo, deixa que suas igrejas locais escolham entre a prática do pedobatismo ou credobatismo.